# Karel Vlček (politik)
Karel Vlček (23. prosince 1891 Dříň – ???) byl československý politik a meziválečný poslanec Národního shromáždění za Československou stranu národně socialistickou (do roku 1926 oficiální název Československá strana socialistická).

## Biografie
Podle údajů k roku 1928 byl povoláním poštovním úředníkem v Kladně. Byl bývalým legionářem.
Po parlamentních volbách v roce 1925 získal poslanecké křeslo v Národním shromáždění. Mandát ale nabyl až dodatečně v roce 1928 jako náhradník poté, co byl zbaven mandátu poslanec Jindřich Trnobranský.